# Maria†Holic
Maria†Holic (まりあ†ほりっく) là loạt manga được thực hiện bởi Endō Minari cũng là tác giả của loạt manga Dazzle. Loạt manga đã đăng trên tạp chí truyện tranh dành cho seinen là Monthly Comic Alive của Media Factory từ ngày 27 tháng 6 năm 2006. Cốt truyện xoay quanh cô gái Miyamae Kanako bị dị ứng với con trai nên chuyển vào học trong trường nữ sinh. Tuy nhiên tại đây cô lại gặp Shidō Mariya một anh chàng thích ăn mặc khác giới nhưng rất giỏi trong việc kinh doanh và rất giàu nhưng cũng rất xinh khi ăn mặc như nữ. Phiên bản tiếng Anh của loạt manga đã được Tokyopop đăng ký bản quyền.
Shaft đã chuyển thể loạt manga này thành anime và phát sóng từ ngày 05 tháng 1 đến ngày 23 tháng 3 năm 2009. Bộ anime thứ hai tên Maria†Holic: Alive cũng đã được thực hiện và bắt đầu phát sóng từ ngày 08 tháng 4 năm 2011.

## Tổng quan

### Nhân vật

#### Chính
Miyamae Kanako (宮前 かなこ, みやまえ かなこ)
Lồng tiếng bởi: Sanada Asami / Hirano Aya (drama CD)
Shidō Mariya (衹堂 鞠也, しどう まりや)
Lồng tiếng bởi: Kobayashi Yū
Mariya là thiếu niên giả trang thành một cô gái để đi học tại Ame no Kisaki nhằm mục tiêu trở thành chủ tịch của cả hai trường nam và nữ, nơi bà cậu từng là cựu chủ tịch. Cậu rất tôn trọng cũng như yêu mến bà mình, không thực sự quan tâm tới việc có giành được vị trí chủ tịch hay không, Mariya chỉ đơn giản là tôn trọng yêu cầu từ bà ngoại. Cậu có vẻ quan tâm đến người khác mặc dù điều này đã bị che giấu đằng sau những lí do cậu ấy tự tạo ra. Khi Kanako gặp Mariya lần đầu tiên, cô gái ngay lập tức bị thu hút bởi vẻ ngoài nữ tính và thái độ thân thiện của cậu. Thiếu niên nhà Shidou thường trêu chọc Kanako bằng cách chơi đùa cùng mái tóc dài màu vàng của mình, nói giọng nhẹ nhàng, mỉm cười ngọt ngào. Tuy nhiên, Mariya thực tế lại khá độc ác, thường biến đổi nhân cách của bản thân cho phù hợp với bất kì tình huống nào cậu gặp phải. Vẻ đẹp cũng như cử chỉ nữ tính của Mariya khiến toàn trường đều tin rằng câu ấy là một cô gái, bao gồm cả giáo viên, không ai biết về giới tính thật của cậu. Mariya khá thấp, chỉ cao tới mũi Kanako (160 cm), và thấp hơn Matsurika. Vì tráo đổi với em gái, tên ban đầu của cậu là Shizu.
Shinōji Matsurika (汐王寺 茉莉花, しのうじ まつりか)
Lồng tiếng bởi: Inoue Marina

#### Trường Ame no Kisaki

##### Bạn cùng lớp Kanako
Kiri Nanami (桐 奈々美, きり ななみ)
Lồng tiếng bởi: Kanda Akemi
Inamori Yuzuru (稲森 弓弦, いなもり ゆづる)
Lồng tiếng bởi: Gotō Saori
Momoi Sachi (桃井 サチ, ももい サチ)
Lồng tiếng bởi: Shintani Ryōko
Tsutsui Honoka (筒井 穂佳, つつい ほのか)
Lồng tiếng bởi: Takada Hatsumi

##### Học sinh khác
Ishima Ryūken (石馬 隆顕, いしま りゅうけん)
Lồng tiếng bởi: Kaida Yūko
Shiki Ayari (志木 絢璃, しき あやり)
Lồng tiếng bởi: Matsuki Miyu
Natsuru Maki (菜鶴 真紀, なつる まき)
Lồng tiếng bởi: Hazuki Erino
Satsuki Chifumi (皐月 千史, さつき ちふみ)
Lồng tiếng bởi: Itō Miho
Yamaki Komachi (八巻 小町, やまき こまち)
Lồng tiếng bởi: Omigawa Chiaki
Tsumugi Banri (紬 万里, つむぎ ばんり)
Lồng tiếng bởi: Shimogama Chiaki
Paola Magnani (パオラ・マニャーニ)

##### Giáo viên
Kumagai Fumi (熊谷 芙美, くまがい ふみ)
Lồng tiếng bởi: Toyoguchi Megumi
Tonomura (殿村, とのむら)
Lồng tiếng bởi: Sakuma Kumi
Kanae Tōichirō (鼎 藤一郎, かなえ とういちろう)
Lồng tiếng bởi: Sugita Tomokazu
Enjōji Ayano (円城寺 綾乃, えんじょうじ あやの)
Lồng tiếng bởi: Watanabe Akeno

##### Ký túc xá
Ryōchō-sensei (寮長先生, りょうちょうせんせい)
Lồng tiếng bởi: Sawashiro Miyuki
Yonakuni (与那国, よなくに)
Lồng tiếng bởi: Matsuki Miyu

#### Trường Mihoshi no Mori
Shidō Shizu (衹堂 静珠, しどう しず)
Lồng tiếng bởi: Hirano Aya
Shinōji Rindo (汐王寺 竜胆, しのうじ りんどう)
Lồng tiếng bởi: Okamoto Nobuhiko, Inoue Marina (lúc nhỏ)
Tsumugi Senri (紬 千里, つむぎ せんり)
Onozaka Kirie (小野坂 桐絵, おのざか きりえ)

#### Gia đình các nhân vật
Shidō Marie Irene (衹堂・マリヤ・イレーネ, しどう・マリヤ・イレーネ)
Lồng tiếng bởi: Orikasa Ai
Miyamae Miki (宮前 みき, みやまえ みき)
Lồng tiếng bởi: Katō Emiri
Miyamae Yume (宮前 柚芽, みやまえ ゆめ)
Kanako no haha (かなこの母)
Kanako no chichi (かなこの父)
Hanafusa Momota (花房 桃太, はなふさ とうた)

#### Khác
Nandarou-kun (何太郎くん, なんだろうくん)
Lồng tiếng bởi: Yazawa Rieka

## Truyền thông

### Manga
Loạt manga được hiện bởi Endō Minari và đã đăng trên tạp chí truyện tranh dành cho seinen là Monthly Comic Alive của Media Factory từ ngày 27 tháng 6 năm 2006. Các chương sau đó đã được tập hợp lại và phát hành thành thành các tankōbon, tính đến ngày 23 tháng 1 năm 2014 thì đã tập hợp thành 13 tập. Tokyopop đã đăng ký bản quyền phiên bản tiếng Anh của loạt manga và tiến hành xuất bản từ tháng 9 năm 2009.
Media Factory cũng phát hành một tuyển tập tập hợp các mẫu truyện do 5 tác giả khác nhau thực hiện vào ngày 25 tháng 3 năm 2009.

### Sách
Một quyển sách hướng dẫn có tựa Maria†Holic 4.5 Kan Kōshiki Guidebook (まりあ†ほりっく 4.5巻公式ガイドブック) do Media Factory phát hành vào ngày 23 tháng 1 năm 2009. Sách có các hình minh họa, phác thảo và thông tin các nhân vật, giới thiệu cốt truyện và bối cảnh, bàn luận về việc chọn giọng nói của nhóm làm phim...
Media Factory cũng phát hành một quyền sách hướng dẫn khác có tựa Maria†Holic Anime Kōshiki Guidebook (まりあ†ほりっく アニメ公式ガイドブック) vào ngày 23 tháng 10 năm 2009. Sách có một bộ sưu tập ảnh cũng các bài phỏng vấn nhóm làm phim cùng các diễn viên lồng tiếng cũng như quy trình thực hiện các bài hát mở đầu và kết thúc...

### Drama CD
Một đĩa drama CD đã được phát hành ngày 25 tháng 7 năm 2008 bởi Frontier Works. Một drama CD khác được đính kèm với phiên bản giới hạn của tập tankōbon thứ 5.

### Radio Internet
Một chương trình phát thanh trên mạng có tựa Maria†Holic Web Radio Ame no Kisaki Hōsō-bu (まりあ†ほりっくWebラジオ 天の妃放送部) đã được thực hiện và phát trên trang mạng của Animate TV (アニメイトTV) và Medi Factory Radio (メディファクラジオ) từ ngày 19 tháng 12 năm 2008 đến ngày 20 tháng 7 năm 2012 với 132 chương trình. Loạt chương trình được dùng làm khá nhiều việc như trả lời thư, giới thiệu các tập phim, một số trò chơi, drama... Các chương trình này sau đó đã được tập hợp lại và phát hành thành hai đĩa.

### Anime
Shaft đã tiến hành chuyển thể loạt manga thành anime với sự đạo diễn của Shinbo Akiyuki và chiếu trên kênh Chiba TV và TV Kanagawa từ ngày 05 tháng 1 đến ngày 23 tháng 3 năm 2009 sau đó chiếu lại trên các kênh AT-X, Sun TV, Tokyo MX TV, TV Aichi và TV Kanagawa. Tập đầu tiên đã được chiếu trước trong một chương trình đặc biệt trên kênh Animate TV từ ngày 26 tháng 12 năm 2008 và trên kênh AT-X từ ngày 30 tháng 12 năm 2008. Sentai Filmworks giữ bản quyền phiên bản tiếng Anh của bộ anime để phát hành tại thị trường Bắc Mỹ việc phân phối được giao cho Section23 Films còn Muse Communication thì đăng ký tại Đài Loan.
Bộ anime thứ hai là Maria†Holic Alive (まりあ†ほりっく あらいぶ) đã được thực hiện và phát sóng từ ngày 08 tháng 4 đến ngày 23 tháng 6 năm 2011 tại Nhật Bản trên kênh TV Tokyo sau đó chiếu lại trên các kênh TV Osaka, TV Aichi và AT-X. Sentai Filmworks giữ bản quyền phiên bản tiếng Anh của bộ anime để tiến hành phân phối tại thị trường Bắc Mỹ còn Muse Communication thì đăng ký tại Đài Loan.

### Âm nhạc
Bộ anime đầu có hai bài hát chủ đề, một mở đầu và một kết thúc. Bài hát mở đầu có tên HANAJI do Kobayashi Yu trình bày, đĩa đơn chứa bài hát đã phát hành vào ngày 11 tháng 2 năm 2009 với hai phiên bản giới hạn và bình thường, phiên bản giới hạn có đính kèm một đĩa chứa đoạn phim trình bày nhạc phẩm. Bài hát kết thúc có tên Kimi ni, Munekyun. (君に、胸キュン。) do Kobayashi Yu, Sanada Asami và Inoue Marina trình bày, đĩa đơn chứa bài hát đã phát hành vào ngày 11 tháng 2 năm 2009. Hai album chứa các bản nhạc dùng trong bộ anime đã phát hành vào ngày 11 tháng 3 năm 2009.
Album chứa các bài hát do các nhân vật trình bày đã phát hành vào ngày 25 tháng 11 năm 2009.
| HANAJI           | HANAJI                                                                                               | HANAJI     |
| STT              | Nhan đề                                                                                              | Thời lượng |
| ---------------- | --- | ---------- |
| 1.               | "HANAJI"                                                                                             | 3:40       |
| 2.               | "HANAJI BLOOD EXPLOSION-MIX"                                                                         | 3:35       |
| 3.               | "HANAJI (Original・Karaoke) (HANAJI (オリジナル・カラオケ))"                                         | 3:40       |
| 4.               | "HANAJI BLOOD EXPLOSION-MIX (Original・Karaoke) (HANAJI BLOOD EXPLOSION-MIX (オリジナル・カラオケ))" | 3:35       |
| Tổng thời lượng: | Tổng thời lượng:                                                                                     | 14:30      |

| Kimi ni, Munekyun. (君に、胸キュン。) | Kimi ni, Munekyun. (君に、胸キュン。)                                              | Kimi ni, Munekyun. (君に、胸キュン。) |
| STT                                   | Nhan đề                                                                            | Thời lượng                            |
| ------------------------------------- | ---------------------------------------------------------------------------------- | ------------------------------------- |
| 1.                                    | "Kimi ni, Munekyun. (君に、胸キュン。)"                                            | 4:43                                  |
| 2.                                    | "Nekomimi Rhythm (ネコミミリズム)"                                                 | 3:39                                  |
| 3.                                    | "Kimi ni, Munekyun. (Original・Karaoke) (君に、胸キュン。 (オリジナル・カラオケ))" | 4:43                                  |
| 4.                                    | "Nekomimi Rhythm (Original・Karaoke) (ネコミミリズム (オリジナル・カラオケ))"      | 3:39                                  |
| Tổng thời lượng:                      | Tổng thời lượng:                                                                   | 16:44                                 |

| Mariya & Kanako ni yoru Utsukushii "Maria†Holic" Soundtrack no Kikikata Zenpen (鞠也&かなこによる美しい「まりあ†ほりっく」サウンドトラックの聴き方(前篇)) | Mariya & Kanako ni yoru Utsukushii "Maria†Holic" Soundtrack no Kikikata Zenpen (鞠也&かなこによる美しい「まりあ†ほりっく」サウンドトラックの聴き方(前篇)) | Mariya & Kanako ni yoru Utsukushii "Maria†Holic" Soundtrack no Kikikata Zenpen (鞠也&かなこによる美しい「まりあ†ほりっく」サウンドトラックの聴き方(前篇)) |
| STT | Nhan đề | Thời lượng |
| --- | --- | --- |
| 1. | "Konwaku no Bach!? (困惑のバッハ!?)" | 2:00 |
| 2. | "Lesson 1 (レッスン1)" | 2:31 |
| 3. | "Odayaka na Gogo no Hitotoki (穏やかな午後のひととき)" | 1:54 |
| 4. | "Ama no Kisaki Jogakuin (Gospel.VER) (天の妃女学院(ゴスペル.VER))"                                                                                        | 2:30 |
| 5. | "Lesson 2 (レッスン2)" | 1:00 |
| 6. | "Yorokobi no Theme 1 (喜びのテーマ1)" | 1:51 |
| 7. | "Kimochi wa Butoukai (気持ちは舞踏会)" | 1:49 |
| 8. | "Ryuuken no Hiai!? (隆顕の悲哀!?)" | 1:38 |
| 9. | "SWEET na Koigokoro!? (SWEETな恋心!?)" | 1:54 |
| 10. | "Lesson 3 (レッスン3)" | 1:59 |
| 11. | "Ama no Kisaki Jogakuin (Organ 1 VER) (天の妃女学院(オルガン1.VER))"                                                                                      | 2:29 |
| 12. | "Aa... Tenshi-sama (ああ…天使様)" | 1:50 |
| 13. | "Osanai Kioku 1 (幼い記憶1)" | 2:34 |
| 14. | "Seibosai (聖母祭)" | 1:51 |
| 15. | "Tengoku no Okaa-san e (天国のお母さんへ)" | 1:45 |
| 16. | "Sabishisa no Theme (寂しさのテーマ)" | 1:57 |
| 17. | "Lesson 4 (レッスン4)" | 1:51 |
| 18. | "Ama no Kisaki Jogakuin (Organ 2 VER) (天の妃女学院(オルガン2.VER))"                                                                                      | 2:39 |
| 19. | "Yorokobi no Theme 2 (喜びのテーマ2)" | 1:52 |
| 20. | "Osanai Kioku 2 (幼い記憶2)" | 1:50 |
| 21. | "Yorokobi no Theme 3 (喜びのテーマ3)" | 1:50 |
| 22. | "Kokoro Attaka (ココロあったか)" | 1:40 |
| 23. | "Lesson 5 (レッスン5)" | 1:20 |
| 24. | "Ama no Kisaki Jogakuin (Elegant VER) (天の妃女学院(エレガント.VER))"                                                                                     | 1:39 |
| 25. | "Seika no Shirabe (聖歌のしらべ)" | 2:01 |
| 26. | "Lesson 6 (レッスン6)" | 1:08 |
| 27. | "HANAJI (TV Size) (HANAJI(TVサイズ))" | 1:28 |
| 28. | "Kimi ni, Munekyun. (TV Size) (君に、胸キュン。(TVサイズ))"                                                                                               | 1:29 |
| Tổng thời lượng: | Tổng thời lượng: | 52:19 |

| Mariya & Kanako ni yoru Utsukushii "Maria†Holic" Soundtrack no Kikikata Kouhen (鞠也&かなこによる美しい「まりあ†ほりっく」サウンドトラックの聴き方(後篇)) | Mariya & Kanako ni yoru Utsukushii "Maria†Holic" Soundtrack no Kikikata Kouhen (鞠也&かなこによる美しい「まりあ†ほりっく」サウンドトラックの聴き方(後篇)) | Mariya & Kanako ni yoru Utsukushii "Maria†Holic" Soundtrack no Kikikata Kouhen (鞠也&かなこによる美しい「まりあ†ほりっく」サウンドトラックの聴き方(後篇)) |
| STT | Nhan đề | Thời lượng |
| --- | --- | --- |
| 1. | "Lesson 7 (レッスン 7)" | 1:37 |
| 2. | "Odayaka na Gakuen Seikatsu (穏やかな学園生活)" | 1:02 |
| 3. | "Lesson 8 (レッスン 8)" | 1:14 |
| 4. | "Kanako no Shisaku 1 (かなこの思索 1)" | 1:42 |
| 5. | "Ryouchou-sensei to Yonaguni-san (寮長先生と与那国さん)"                                                                                                  | 1:38 |
| 6. | "Kanako no Shisaku 2 (かなこの思索 2)" | 1:20 |
| 7. | "Lesson 9 (レッスン 9)" | 1:03 |
| 8. | "Suspense 1 (サスペンス 1)" | 1:34 |
| 9. | "「HANAJI」OP1" | 1:41 |
| 10. | "Suspense 2 (サスペンス 2)" | 1:44 |
| 11. | "Suspense 3 (サスペンス 3)" | 1:33 |
| 12. | "Hero Ryuuken Toujou!! (ヒーロー隆顕登場!!)" | 1:37 |
| 13. | "Omake Corner no Theme (おまけコーナーのテーマ)" | 0:23 |
| 14. | "Lesson 10 (レッスン 10)" | 0:31 |
| 15. | "MArika Nisshi no Theme (茉莉花日誌のテーマ)" | 0:17 |
| 16. | "Yorokobi no Theme 4 (喜びのテーマ 4)" | 1:04 |
| 17. | "Konwaku, Soshite Touwaku (困惑、そして当惑)" | 1:33 |
| 18. | "Japanesque (じゃぱねすく)" | 1:31 |
| 19. | "Lesson 11 (レッスン 11)" | 0:37 |
| 20. | "Suspense 4 (サスペンス 4)" | 1:30 |
| 21. | "Kurai Unmei (暗い運命)" | 1:43 |
| 22. | "Kanako no Shisaku 3 (かなこの思索 3)" | 1:37 |
| 23. | "Mariya no Inbou (鞠也の陰謀)" | 1:37 |
| 24. | "Suspense 5 (サスペンス 5)" | 2:18 |
| 25. | "Lesson 12 (レッスン 12)" | 1:44 |
| 26. | "Yorokobi no Theme 5 (喜びのテーマ 5)" | 1:44 |
| 27. | "Suspense 6 (サスペンス 6)" | 1:43 |
| 28. | "A・ri・ga・to・u (あ・り・が・と・う)" | 1:38 |
| 29. | "「HANAJI」OP2" | 1:37 |
| 30. | "Lesson 13 (レッスン 13)" | 1:29 |
| 31. | "HANAJI (TV Size) (『HANAJI』(TVサイズ))" | 1:28 |
| 32. | "Kimi ni, Munekyun. (TV Size) (『君に、胸キュン。』(TVサイズ))"                                                                                           | 1:29 |
| Tổng thời lượng: | Tổng thời lượng: | 45:18 |

| SU-KON-BU        | SU-KON-BU | SU-KON-BU  |
| STT              | Nhan đề | Thời lượng |
| ---------------- | --- | ---------- |
| 1.               | "SU-KON-BU" | 4:37       |
| 2.               | "Nekomimi Rhythm (Kyun Kyun REMIX-VERSION) (ネコミミリズム(キュンキュン REMIX-VERSION))"                          | 3:54       |
| 3.               | "Ryouchou-sensei Hana Uta Medley GOD's Humming songs medley (寮長先生 鼻うたメドレー GOD's Humming songs medley)" | 3:37       |
| 4.               | "SU-KON-BU (Karaoke + Yonaguni-san Chorus Iri) (SU-KON-BU(カラオケ+与那国さんコーラス入り))"                      | 4:37       |
| 5.               | "Nekomimi Ryhthm (Karaoke Kyun Kyun REMIX-VERSION) (ネコミミリズム(カラオケキュンキュン REMIX-VERSION))"          | 3:54       |
| Tổng thời lượng: | Tổng thời lượng:                                                                                                  | 20:39      |

Bộ anime thứ hai có bốn bài hát chủ đề, 2 mở đầu và 2 kết thúc. Bài hát mở đầu thứ nhất có tên Mousou Senshi Miyamae Kanako (想戦士 宮前かなこ) do Sugita Tomokazu trình bày cùng nhóm Amenokisaki Sisters dùng trong từ tập 1 đến 4, bài hát đã phát hành trong đĩa đính kèm bản giới hạn hộp phiên bản BD/DVD thứ nhất của bộ anime. Bài hát mở đầu thứ hai có tên Runrunriru Ranranrara (るんるんりる　らんらんらら) do Kobayashi Yu trình bày dùng trong hầu hết các tập còn lại, bản do Inoue Marina trình bày dùng trong tập 6. Bài hát kết thúc thứ nhất có tên Dou ni mo Tomaranai (どうにもとまらない) do nhóm Amanokisaki Shōjo Gasshōdan trình bày dùng từ tập 2 đến tập 11, bài hát kết thúc thứ hai có tên Don't Mind Don't Mind! (ドンマイ　ドンマイ！) do Kobayashi Yu trình bày ùng trong tập 12. Bài hát mở đầu thứ hai và hai bài hát kết thúc đã phát hành trong album chứa các bài hát chủ đề của bộ anime vào ngày 25 tháng 5 năm 2011, album này có hai phiên bản giới hạn và bình thường, phiên bản giới hạn có thêm các bài hát mà phiên bản thường không có. Các bản nhạc dùng trong bộ anime cùng các bài hát do các nhân vật trình bày đã phát hành chung với các đĩa đính kèm phiên bản giới hạn các hộp phiên bản BD/DVD đặc biệt của bộ annime.
| TV Anime "Maria†Holic Alive" Opening & Ending Theme (TVアニメ「まりあ†ほりっく あらいぶ」オープニング&エンディングテーマ) | TV Anime "Maria†Holic Alive" Opening & Ending Theme (TVアニメ「まりあ†ほりっく あらいぶ」オープニング&エンディングテーマ) | TV Anime "Maria†Holic Alive" Opening & Ending Theme (TVアニメ「まりあ†ほりっく あらいぶ」オープニング&エンディングテーマ) |
| STT | Nhan đề | Thời lượng |
| --- | --- | --- |
| 1. | "Runrunriru Ranranrara (るんるんりる らんらんらら)"                                                                       | 3:56 |
| 2. | "Dou ni mo Tomaranai (どうにもとまらない)"                                                                                | 3:11 |
| 3. | "Don't Mind Don't Mind! (ドンマイ ドンマイ！)"                                                                            | 4:14 |
| 4. | "HANAJI" | 3:40 |
| 5. | "Kimi ni, Mune Kyun. (君に、胸キュン。)"                                                                                  | 4:43 |
| 6. | "aka・SU-KON-BU (Haishin Gentei Version.) (赤・SU-KON-BU(配信限定VER))"                                                   | 4:57 |
| 7. | "Matsurika Nijji no Theme #1 (茉莉花日誌のテーマ #1)"                                                                     | 1:55 |
| 8. | "Runrunriru Ranranrara (Original・Karaoke) (るんるんりる らんらんらら(オリジナル・カラオケ))"                             | 3:56 |
| 9. | "Dou ni mo Tomaranai (Original・Karaoke) (どうにもとまらない(オリジナル・カラオケ))"                                      | 3:11 |
| 10. | "Don't Mind Don't Mind! (Original・Karaoke) (ドンマイ ドンマイ！(オリジナル・カラオケ))"                                  | 4:14 |
| Tổng thời lượng: | Tổng thời lượng: | 37:57 |

| TV Anime "Maria†Holic Alive" Opening & Ending Theme (TVアニメ「まりあ†ほりっく あらいぶ」オープニング&エンディングテーマ) | TV Anime "Maria†Holic Alive" Opening & Ending Theme (TVアニメ「まりあ†ほりっく あらいぶ」オープニング&エンディングテーマ) | TV Anime "Maria†Holic Alive" Opening & Ending Theme (TVアニメ「まりあ†ほりっく あらいぶ」オープニング&エンディングテーマ) |
| STT | Nhan đề | Thời lượng |
| --- | --- | --- |
| 1. | "Runrunriru Ranranrara (るんるんりる らんらんらら)"                                                                       | 3:56 |
| 2. | "Dou ni mo Tomaranai (どうにもとまらない)"                                                                                | 3:11 |
| 3. | "Don't Mind Don't Mind! (ドンマイ ドンマイ！)"                                                                            | 4:14 |
| 4. | "Runrunriru Ranranrara (Original・Karaoke) (るんるんりる らんらんらら(オリジナル・カラオケ))"                             | 3:56 |
| 5. | "Dou ni mo Tomaranai (Original・Karaoke) (どうにもとまらない(オリジナル・カラオケ))"                                      | 3:11 |
| 6. | "Don't Mind Don't Mind! (Original・Karaoke) (ドンマイ ドンマイ！(オリジナル・カラオケ))"                                  | 4:14 |
| Tổng thời lượng: | Tổng thời lượng: | 22:42 |

| Maria†Holic Alive Special CD "Ryouchou-sensei no Kayou Hit Channel ~Dai 1 no Yoru~" (まりあ†ほりっく あらいぶ スペシャルCD「寮長先生の歌謡ヒットチャンネル～第1の夜～」) | Maria†Holic Alive Special CD "Ryouchou-sensei no Kayou Hit Channel ~Dai 1 no Yoru~" (まりあ†ほりっく あらいぶ スペシャルCD「寮長先生の歌謡ヒットチャンネル～第1の夜～」) | Maria†Holic Alive Special CD "Ryouchou-sensei no Kayou Hit Channel ~Dai 1 no Yoru~" (まりあ†ほりっく あらいぶ スペシャルCD「寮長先生の歌謡ヒットチャンネル～第1の夜～」) |
| STT | Nhan đề | Thời lượng |
| --- | --- | --- |
| 1. | "Ryouchou-sensei no Kayou Hit Channel ~Dai 1 no Yoru~ ① (寮長先生の歌謡ヒットチャンネル～第1の夜～①)"                                                                    | 5:46 |
| 2. | "Mousou Senshi Miyamae Kanako (想戦士 宮前かなこ)" | 4:21 |
| 3. | "Ryouchou-sensei no Kayou Hit Channel ~Dai 1 no Yoru~ ② (寮長先生の歌謡ヒットチャンネル～第1の夜～②)"                                                                    | 4:23 |
| 4. | "Character Song "DO・S to DO・M no Monogatari" (キャラクターソング「DO・SとDO・Mの物語」)"                                                                               | 4:28 |
| 5. | "Ryouchou-sensei no Kayou Hit Channel ~Dai 1 no Yoru~ ③ (寮長先生の歌謡ヒットチャンネル～第1の夜～③)"                                                                    | 6:13 |
| Tổng thời lượng: | Tổng thời lượng: | 25:12 |

| Maria†Holic Alive Special CD "Ryouchou-sensei no Kayou Hit Channel ~Dai 2 no Yoru~" (まりあ†ほりっく あらいぶ スペシャルCD「寮長先生の歌謡ヒットチャンネル～第2の夜～」) | Maria†Holic Alive Special CD "Ryouchou-sensei no Kayou Hit Channel ~Dai 2 no Yoru~" (まりあ†ほりっく あらいぶ スペシャルCD「寮長先生の歌謡ヒットチャンネル～第2の夜～」) | Maria†Holic Alive Special CD "Ryouchou-sensei no Kayou Hit Channel ~Dai 2 no Yoru~" (まりあ†ほりっく あらいぶ スペシャルCD「寮長先生の歌謡ヒットチャンネル～第2の夜～」) |
| STT | Nhan đề | Thời lượng |
| --- | --- | --- |
| 1. | "Ryouchou-sensei no Talk ① (寮長先生のトーク①)" | 10:21 |
| 2. | "Character "Amore!!" (キャラクターソング「アモーレ!!」)" | 4:01 |
| 3. | "Ryouchou-sensei no Talk ② (寮長先生のトーク②)" | 4:22 |
| 4. | "Minasan Goissho ni (皆さんご一緒に)" | 1:53 |
| 5. | "Tayutau Unmei (Elegant ver.) (たゆたう運命 (エレガントver.))" | 1:41 |
| 6. | "Yumemiru Kanako (夢見るかなこ)" | 1:13 |
| 7. | "Shittori Yozora no Hoshi (しっとり夜空の星)" | 1:50 |
| 8. | "Magnolia no Ki no Densetsu (マグノリアの木の伝説)" | 1:37 |
| 9. | "Matsurika Nisshi #2 (茉莉花日誌 #2)" | 1:54 |
| 10. | "Mousou #1 (妄想 #1)" | 2:06 |
| 11. | "Ai no Touhikou (愛の逃避行)" | 2:02 |
| 12. | "Hanmon no Yuugure (煩悶の夕暮れ)" | 2:14 |
| 13. | "Netsuretsunaru Koigokoro (熱烈なる恋心)" | 2:02 |
| 14. | "Seishun no Nayami (青春の悩み)" | 1:46 |
| 15. | "Ai no Touhikou (Shouwa Kayou ver.) (愛の逃避行 (昭和歌謡ver.))" | 1:52 |
| 16. | ""Runrunriru Ranranrara" (Gekichuu Nigiyaka ver.) (「るんるんりる らんらんらら」 (劇中賑やかver.))"                                                                      | 1:34 |
| Tổng thời lượng: | Tổng thời lượng: | 42:28 |

| Maria†Holic Alive Special CD "Ryouchou-sensei no Kayou Hit Channel ~Dai 3 no Yoru~" (まりあ†ほりっく あらいぶ スペシャルCD「寮長先生の歌謡ヒットチャンネル～第3の夜～」) | Maria†Holic Alive Special CD "Ryouchou-sensei no Kayou Hit Channel ~Dai 3 no Yoru~" (まりあ†ほりっく あらいぶ スペシャルCD「寮長先生の歌謡ヒットチャンネル～第3の夜～」) | Maria†Holic Alive Special CD "Ryouchou-sensei no Kayou Hit Channel ~Dai 3 no Yoru~" (まりあ†ほりっく あらいぶ スペシャルCD「寮長先生の歌謡ヒットチャンネル～第3の夜～」) |
| STT | Nhan đề | Thời lượng |
| --- | --- | --- |
| 1. | "Ryouchou-sensei no Talk ① (寮長先生のトーク①)" | 8:18 |
| 2. | "Runrunriru Ranranrara (るんるんりる らんらんらら)" | 3:56 |
| 3. | "Ryouchou-sensei no Talk ② (寮長先生のトーク②)" | 9:02 |
| 4. | "Sadisutikku Sasupensu (サディスティックサスペンス)" | 1:54 |
| 5. | "Shakunetsu no Mai (灼熱の舞)" | 1:56 |
| 6. | "Tayutau Unmei (Recorder ver.) (たゆたう運命(リコーダーver.))" | 1:39 |
| 7. | "Matsurika Nisshi #1 (茉莉花日誌 #1)" | 1:56 |
| 8. | "Otasuke Kyara Toujou (お助けキャラ登場)" | 1:42 |
| 9. | "Kanako Makenai (かなこ負けない)" | 1:36 |
| 10. | "Mousou #2 (妄想 #2)" | 1:57 |
| 11. | "Ai no Touhikou (Suspenseful Drama ver.) (愛の逃避行(サスペンスドラマver.))"                                                                                             | 2:01 |
| 12. | "Heisei Karesusuki (平成枯れすすき)" | 1:41 |
| 13. | "Hanmon no Yuugure (Organ ver.) (煩悶の夕暮れ(オルガンver.))" | 2:01 |
| 14. | "Kane Mouke no Nioi ga Shiyagaru ze (金儲けの匂いがしやがるぜ)" | 1:44 |
| 15. | "Runrunriru Ranranrara (Gekichuu Shittori ver.) (「るんるんりる らんらんらら」劇中しっとりver)"                                                                          | 1:48 |
| Tổng thời lượng: | Tổng thời lượng: | 43:11 |

| Maria†Holic Alive Special CD "Ryouchou-sensei no Kayou Hit Channel ~Dai 4 no Yoru~" (まりあ†ほりっく あらいぶ スペシャルCD「寮長先生の歌謡ヒットチャンネル～第4の夜～」) | Maria†Holic Alive Special CD "Ryouchou-sensei no Kayou Hit Channel ~Dai 4 no Yoru~" (まりあ†ほりっく あらいぶ スペシャルCD「寮長先生の歌謡ヒットチャンネル～第4の夜～」) | Maria†Holic Alive Special CD "Ryouchou-sensei no Kayou Hit Channel ~Dai 4 no Yoru~" (まりあ†ほりっく あらいぶ スペシャルCD「寮長先生の歌謡ヒットチャンネル～第4の夜～」) |
| STT | Nhan đề | Thời lượng |
| --- | --- | --- |
| 1. | "Ryouchou-sensei no Talk ① (寮長先生のトーク①)" | 13:45 |
| 2. | "Vinasu Kuraisuto (ヴィーナス・クライスト)" | 4:15 |
| 3. | "Ryouchou Sensei no Talk ② (寮長先生のトーク②)" | 2:50 |
| Tổng thời lượng: | Tổng thời lượng: | 20:51 |

| Maria†Holic Alive Special CD "Ryouchou-sensei no Kayou Hit Channel ~Dai 5 no Yoru~" (まりあ†ほりっく あらいぶ スペシャルCD「寮長先生の歌謡ヒットチャンネル～第5の夜～」) | Maria†Holic Alive Special CD "Ryouchou-sensei no Kayou Hit Channel ~Dai 5 no Yoru~" (まりあ†ほりっく あらいぶ スペシャルCD「寮長先生の歌謡ヒットチャンネル～第5の夜～」) | Maria†Holic Alive Special CD "Ryouchou-sensei no Kayou Hit Channel ~Dai 5 no Yoru~" (まりあ†ほりっく あらいぶ スペシャルCD「寮長先生の歌謡ヒットチャンネル～第5の夜～」) |
| STT | Nhan đề | Thời lượng |
| --- | --- | --- |
| 1. | "Ryouchou-sensei no Talk (寮長先生のトーク)" | 16:01 |
| 2. | "Otome no Hanazono (乙女の花園)" | 3:36 |
| Tổng thời lượng: | Tổng thời lượng: | 19:37 |

| Maria†Holic Alive Special CD "Ryouchou-sensei no Kayou Hit Channel ~Dai 6 no Yoru~" (まりあ†ほりっく あらいぶ スペシャルCD「寮長先生の歌謡ヒットチャンネル～第6の夜～」) | Maria†Holic Alive Special CD "Ryouchou-sensei no Kayou Hit Channel ~Dai 6 no Yoru~" (まりあ†ほりっく あらいぶ スペシャルCD「寮長先生の歌謡ヒットチャンネル～第6の夜～」) | Maria†Holic Alive Special CD "Ryouchou-sensei no Kayou Hit Channel ~Dai 6 no Yoru~" (まりあ†ほりっく あらいぶ スペシャルCD「寮長先生の歌謡ヒットチャンネル～第6の夜～」) |
| STT | Nhan đề | Thời lượng |
| --- | --- | --- |
| 1. | "Ryouchou-sensei no Talk ① (寮長先生のトーク①)" | 13:57 |
| 2. | "HANAJI" | 3:57 |
| 3. | "Ryouchou Sensei no Talk ② (寮長先生のトーク②)" | 5:47 |
| 4. | "Secret Track" | 0:18 |
| Tổng thời lượng: | Tổng thời lượng: | 24:00 |